# Fenix Outdoor
Fenix Outdoor International AG er en schweizisk producent af friluftsudstyr- og friluftsbeklædning. Koncernen blev etableret i 1960 af Åke Nordin og Fjällräven. Datterselskaberne omfatter Tierra, Hanwag og Fjällräven, Brunton, Inc samt Royal Robbins, Inc. De driver butikkerne Naturkompaniet i Sverige, Partioaitta i Finland, Globetrotter Gmbh i Tyskland samt Friluftsland i Danmark. Fenix Outdoor er børsnoteret på Stockholmsbörsen.
Indtil 2014 havde Fenix Outdoor AB hjemsted i Sverige, men efterfølgende blev de opkøbt af Nidron og flyttede hovedkontoret til Zug i Schweiz.